# Мілево (Плонський повіт)
Мілево (пол. Milewo) — село в Польщі, у гміні Сохоцин Плонського повіту Мазовецького воєводства.
Населення — 178 осіб (2011).
У 1975-1998 роках село належало до Цехановського воєводства.

## Демографія
Демографічна структура станом на 31 березня 2011 року:
|          | Загалом | Допрацездатний вік | Працездатний вік | Постпрацездатний вік |
| -------- | ------- | ------------------ | ---------------- | -------------------- |
| Чоловіки | 96      | 17                 | 67               | 12                   |
| Жінки    | 82      | 9                  | 54               | 19                   |
| Разом    | 178     | 26                 | 121              | 31                   |